# 2637 Bobrovnikoff
2637 Bobrovnikoff (A919 SB) là một tiểu hành tinh vành đai chính được phát hiện ngày 22 tháng 9 năm 1919 bởi Reinmuth, K. ở Heidelberg.